# Hybris
 For alternative betydninger, se Hybris (flertydig). (Se også artikler, som begynder med Hybris)
Hybris er hovmod. Dvs. frygtløshed til at udfordre eller trodse skæbnen. I det klassiske Grækenland var hovmod den største synd. Det var at glemme de naturlige menneskelige begrænsninger og at overskride dén grænse, der adskiller det menneskelige fra det guddommelige. Det var at glemme, at mennesket er dødeligt. 
En sådan synd blev straffet af hævnens og retfærdighedens gudinde, Nemesis.
Hybris og Nemesis er omdrejningspunktet i flere græske myter, fortællinger og tragedier. Penelopes hovmodige og arrogante tilbedere i Odysseen er således arketypen på hybris. Og Krøsus, der i en samtale med Solon mente, at han var den lykkeligste mand i verden, men senere skulle se alle sine besiddelser og sin familie erobret af perserne.